# 퍼블리시스

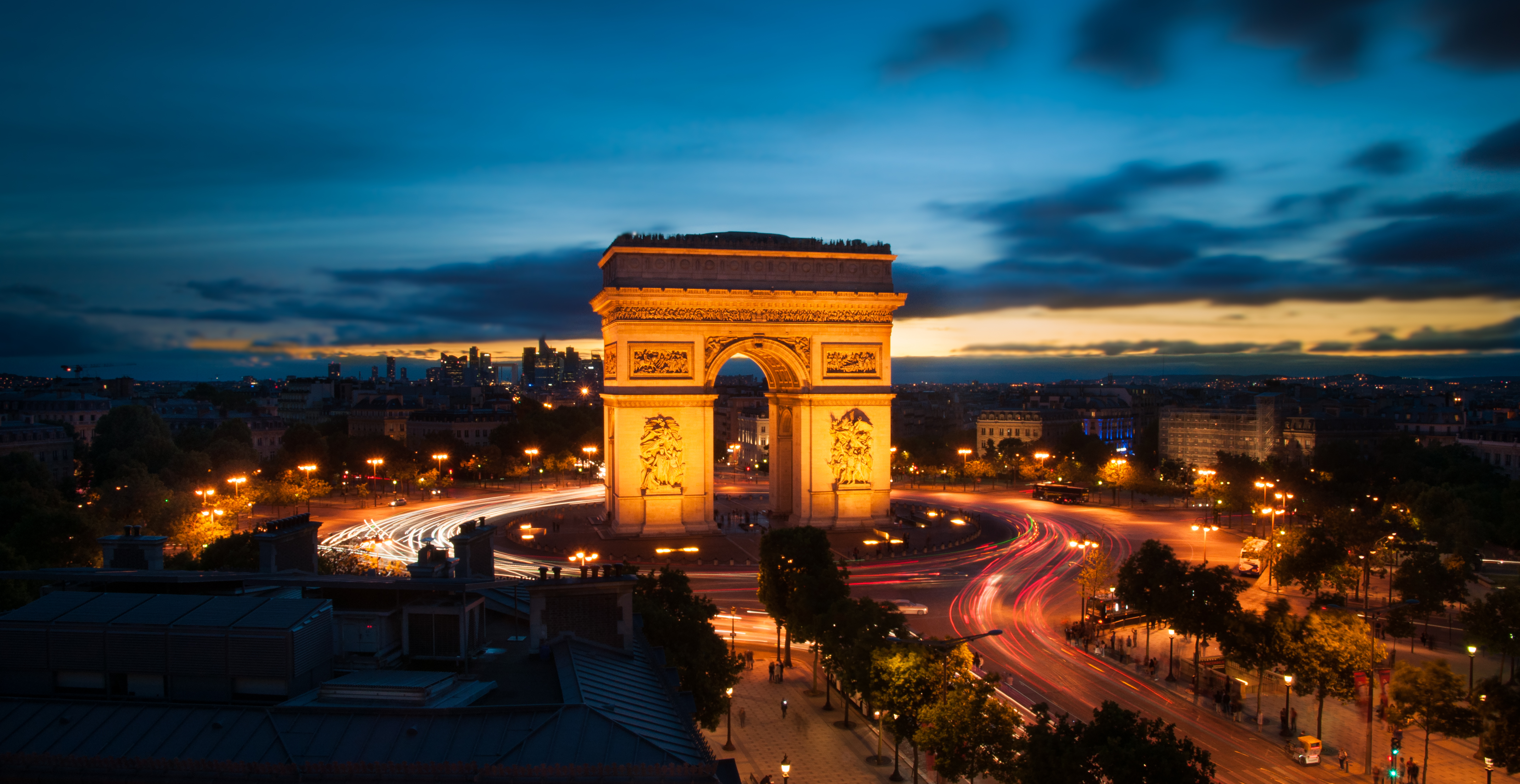

퍼블리시스(Publicis)는 프랑스의 다국적 광고 및 PR 기업이다. 소득 면에서 세계에서 가장 오래되고 가장 큰 마케팅 및 커뮤니케이션스 기업들 중 하나이며 프랑스 파리에 본사가 있다.
프랑스의 제2차 세계 대전 전후 경제 부흥기를 이끈 기업으로, 특히 광고 산업의 확대에 기여했다. 프랑스 정부의 최고위층과의 밀접한 연계로 인해 성공적이었다.
WPP 그룹, 인터퍼블릭, 옴니콤과 함께 빅 포 에이전시 기업들 중 하나이다.
이 기업은 1926년에 20세의 Marcel Bleustein-Blanchet에 의해 설립되었다.